# Indywidualne Mistrzostwa Polski w Zapasach 2016
Mistrzostwa Polski w Zapasach w 2016 zostały rozegrane w dniach 8–10 września w Zgierzu. Były to 24. mistrzostwa kobiet, 69. mistrzostwa mężczyzn w stylu wolnym oraz 86. mistrzostwa mężczyzn w stylu klasycznym.

## Medaliści

### Kobiety
| Kategoria: | Złoto:                                     | Srebro:                                  | Brąz:                                                                     |
| 48 kg      | Anna Łukasiak AZS-AWF Warszawa             | Weronika Sikora Grunwald Poznań          | Anna Król Cement Gryf Chełm Dominika Szynkowska WLKS Siedlce              |
| 53 kg      | Roksana Zasina ZTA Zgierz                  | Paula Kozłow Unia Racibórz               | Julita Omilusik Ares Wałbrzych Agata Walerzak Unia Racibórz               |
| 55 kg      | Katarzyna Krawczyk Cement Gryf Chełm       | Ilona Sobczyńska Cement Gryf Chełm       | Alicja Czyżowicz Orzeł Namysłów Daria Szymeczko Slavia Ruda Śląska        |
| 58 kg      | Karolina Krawczyk Cement Gryf Chełm        | Katarzyna Michalak AZS-AWF Warszawa      | Dominika Kulwicka Slavia Ruda Śląska Karolina Wieczerza Cement Gryf Chełm |
| 60 kg      | Katarzyna Mądrowska Feniks Pesta Stargard  | Kamila Pyżewska Wisła Świecie            | Agnieszka Król Unia Racibórz Natalia Kubaty Slavia Ruda Śląska            |
| 63 kg      | Agata Tatar Dąb Brzeźnica                  | Magdalena Finowska CSiR Dąbrowa Górnicza | Aleksandra Ciunek Orzeł Namysłów Oktawia Skraińska Sokół Lublin           |
| 69 kg      | Monika Michalik Grunwald Poznań            | Natalia Strzałka Slavia Ruda Śląska      | Alicja Kubaty Slavia Ruda Śląska Weronika Maleszka Cement Gryf Chełm      |
| 75 kg      | Agnieszka Wieszczek-Kordus Grunwald Poznań | Patrycja Sperka Unia Racibórz            | Patrycja Howis AZS-AWF Warszawa                                           |

### Mężczyźni

#### Styl wolny
| Kategoria: | Złoto:                               | Srebro:                                 | Brąz:                                                                    |
| 57 kg      | Adrian Hajduk Slavia Ruda Śląska     | Dawid Romanowicz ZTA Zgierz             | Adam Górzyński Gryf Wojnowo Szymon Makuch Orzeł Namysłów                 |
| 61 kg      | Grzegorz Łabus Slavia Ruda Śląska    | Robert Dobrodziej Budowlani Łódź        | Mateusz Antoniak LMKS Krasnystaw                                         |
| 65 kg      | Krzysztof Bieńkowski AKS Białogard   | Mateusz Nejman ZTA Zgierz               | Eryk Maj Śląsk Milicz Wiktor Szmulaj Mazowsze Teresin                    |
| 70 kg      | Mateusz Pisarski LMKS Krasnystaw     | Przemysław Swatek LMKS Krasnystaw       | Marusz Sajdak Orzeł Namysłów Rafał Statkiewicz Grunwald Poznań           |
| 74 kg      | Andrzej Sokalski Slavia Ruda Śląska  | Marcin Majka ZTA Zgierz                 | Emil Bednarczyk LMKS Krasnystaw Łukasz Górzyński Gwiazda Bydgoszcz       |
| 86 kg      | Sebastian Jezierzański Dąb Brzeźnica | Patryk Dublinowski AKS Białogard        | Dawid Pepłowski ZTA Zgierz Krzysztof Sadowik Śląsk Milicz                |
| 97 kg      | Zbigniew Baranowski AKS Białogard    | Aleksander Wojtachnio Pogoń Ruda Śląska | Maciej Balawender Grunwald Poznań Kamil Wojciechowski Slavia Ruda Śląska |
| 125 kg     | Kamil Skaskiewicz AKS Białogard      | Rafał Cyran Budowlani Łódź              | Tomasz Dobiński ZTA Zgierz Krzysztof Swoboda ZTA Zgierz                  |

#### Styl klasyczny
| Kategoria: | Złoto:                                      | Srebro:                                   | Brąz:                                                                        |
| 59 kg      | Michał Tracz Śląsk Wrocław                  | Dawid Ersetic Unia Racibórz               | Radosław Bierzanowski Cement Gryf Chełm Grzegorz Rutkowski Olimpijczyk Radom |
| 66 kg      | Dawid Kareciński Śląsk Wrocław              | Mateusz Bernatek AKS Piotrków Trybunalski | Michał Kośla Olimpijczyk Radom Mateusz Piotr Nowak Olimpijczyk Radom         |
| 71 kg      | Edgar Melkumov AKS Piotrków Trybunalski     | Konrad Kośla Olimpijczyk Radom            | Przemysław Kraczkowski Śląsk Wrocław Mateusz Wanke Unia Racibórz             |
| 75 kg      | Arkadiusz Kułynycz Olimpijczyk Radom        | Dawid Klimek Śląsk Wrocław                | Iwan Nyłypiuk AZS-AWF Warszawa Maksym Zacharczuk AZS-AWF Warszawa            |
| 80 kg      | Edgar Babayan Sobieski Poznań               | Piotr Główka Cement Gryf Chełm            | Piotr Duk Olimpijczyk Kędzierzyn-Koźle Łukasz Fafiński Olimpijczyk Radom     |
| 85 kg      | Tadeusz Michalik Sobieski Poznań            | Patryk Boniecki Legia 1926 Warszawa       | Mateusz Treder Olimpijczyk Radom Wojciech Wanke ZKS Miastko                  |
| 98 kg      | Radosław Grzybicki AKS Piotrków Trybunalski | Aleksander Kroczak Olimpijczyk Radom      | Erwin Imbierski Śląsk Wrocław Marcin Olejniczak Sobieski Poznań              |
| 130 kg     | Łukasz Banak Śląsk Wrocław                  | Mateusz Kareciński Olimpijczyk Radom      | Andrzej Deberny AKS Piotrków Trybunalski Rafał Płowiec Olimpijczyk Radom     |